# Mercurial
Mercurial est un logiciel de gestion de versions décentralisé disponible sur la plupart des systèmes Unix et Windows.
La créatrice et principale développeuse de Mercurial est Olivia Mackall. C'est un logiciel libre, l'ensemble des sources du logiciel étant sous la GNU GPL version 2.
Mackall met à disposition Mercurial pour la première fois le 19 avril 2005, seulement quelques jours après que le développement de Git ait commencé.

## Informations techniques
Disponible pour les systèmes d'exploitation Microsoft Windows, Mac OS X, et sur la plupart des systèmes d'exploitation du type Unix, Mercurial est écrit principalement en Python. Rust est également utilisé pour améliorer les performances. Il a été créé pour s'utiliser via des lignes de commandes. Toutes les commandes commencent par « hg », en référence au symbole chimique du mercure. Ses principales caractéristiques sont, entre autres :
- sa rapidité et sa capacité à gérer les gros projets ;
- son utilisation sans nécessiter un serveur ;
- son fonctionnement complètement distribué ;
- sa robustesse dans la gestion des fichiers ASCII et binaires ;
- sa gestion avancée des branches et des fusions ;
- son interface web intégrée.

Comme Git et Monotone, Mercurial utilise une fonction de hachage SHA-1 pour identifier ses versions.
Mercurial utilise un protocole réseau basé sur HTTP.

## Projets utilisateurs
Voici une liste de quelques projets qui utilisent Mercurial (Mercurial en fait aussi partie) :
| - Adium - ALSA - Code_Aster - Conary - Coyotos - CubicWeb - e2fsprogs - Facebook - Gajim - GalaxyMage - GeexBox - Logilab - Mozilla, | - NS3 - Nuxeo - Octave - OpenJDK, - OpenOffice.org - OpenSolaris - PETSc (en) - Tryton - V4L - wmii - Xen - Xine |